# 제시 헤이먼

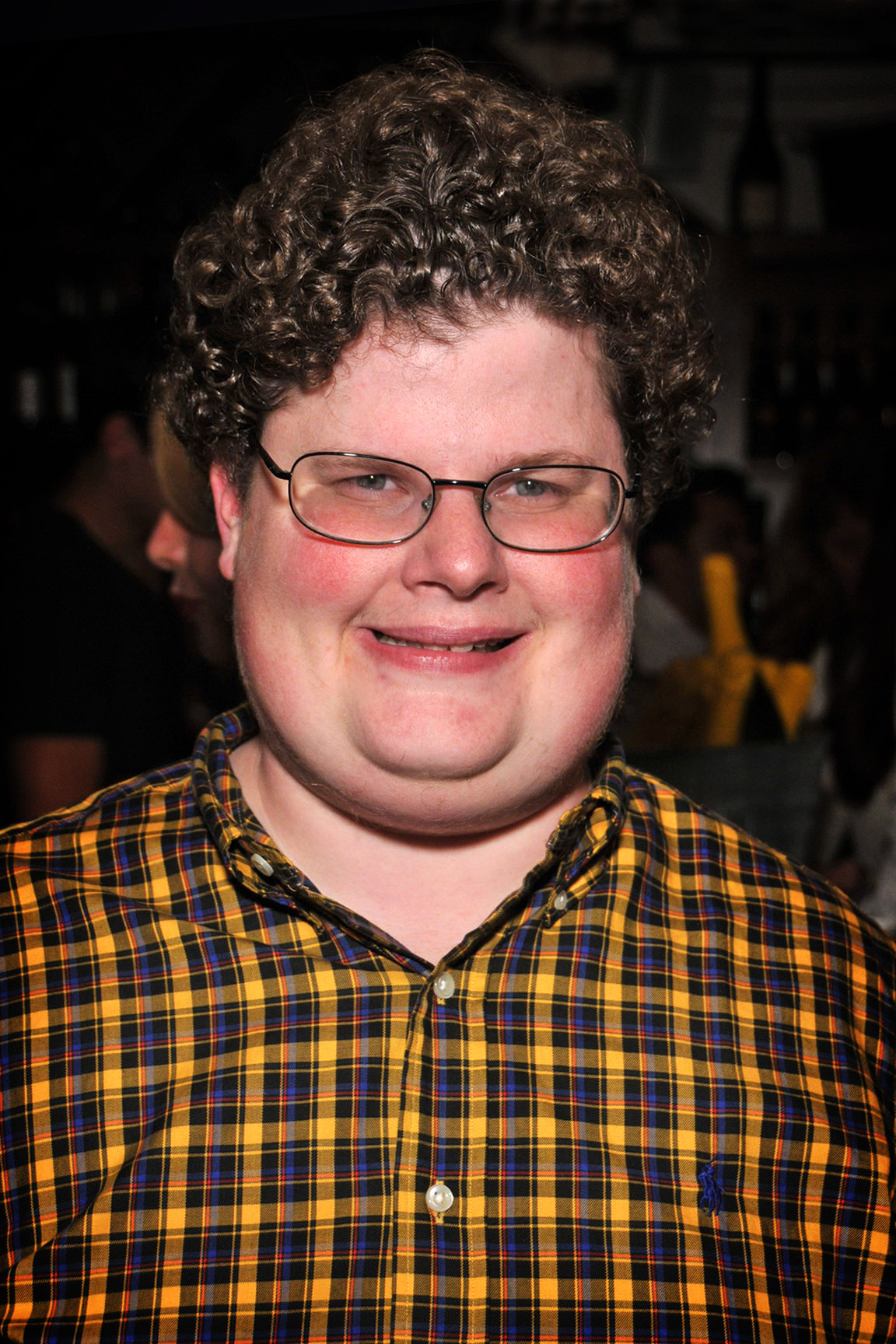

제시 하이먼(Jesse Heiman, 1978년 5월 23일 ~ )은 미국의 배우이다.
보스턴에서 태어났다.

## 영화
- 하프 매직 (2018, Half Magic)
- 오비튜어리스 (2014년)
- 나쁜 이웃들 (2014년) - 베이비시터 역
- 위험한 유혹 (2013년)
- 올 인 올 (2011년)
- 디텐션 (2011년) - 네드 역
- 트랜스포머 3 (2011년)
- 저크 이론 (2010년)
- 키스 (2008년)
- 아메리칸 캐롤 (2008, An American Carol)
- 척 (2007년)
- 아메리칸 호스트 (2007, Cougar Club)
- 쉐기 독 (2006년)
- 드리프트우드 (2006년)
- 르노 911! (2003년)
- 올드 스쿨 (2003년)
- 엽기 캠퍼스 (2002년)
- 뒤로 가는 연인들 (2002년)
- 아메리칸 파이 2 (2001년)